# Lucien Gibert
Pour les articles homonymes, voir Gibert.
Lucien Gibert, né le 21 juin 1904 à Saint-Étienne et mort le 23 mars 1988 dans le  13e arrondissement de Paris, est un sculpteur et médailleur français.

## Biographie
Lucien Gibert naît le 21 juin 1904 à Saint-Étienne, dans le département de la Loire, du mariage de Pierre Victor Gibert, ébéniste, et de Mélanie Mathevot.
Il entre à l'école des beaux-arts de Saint-Étienne puis à l'École nationale supérieure des beaux-arts de Paris, dans l'atelier de Jean Boucher. Il travaille ensuite sous la direction de Charles Despiau, mais Aristide Maillol reste sa référence.
Fidèle à la figure humaine, il travaille le bois, la pierre et le marbre, souvent en taille directe.

Le journaliste et directeur de la revue Le Peintre Jean Chabanon écrit : 

« Cet artiste, qui s'attache surtout au modèle féminin […] s'affirme ainsi comme un sculpteur digne de l'antique, héritier de Rodin et de Bourdelle, de Maillol et de Despiau, émule de Georges Oudot et de Volti. Sa maîtrise et son talent, le qualifient pour mettre une beauté grave sur des places et des médailles, dans nos stades et dans nos musées. »

Il expose à partir de 1923 au Salon des artistes français et au Salon des indépendants. Il reçoit la médaille d’or lors de l’Exposition universelle de 1937. Lauréat et boursier de l'Afrique-Équatoriale française en 1948, il voyage d'abord en Algérie, puis en Afrique noire et en rapporte croquis et photographies lui inspirant de nombreuses sculptures qu'il expose au Salon des Artistes Français.
Ses groupes aux figures massives en pierre ornent les stades de Charléty, la Courneuve, la rue Championnet.
Il réalise de nombreuses commandes d'État, telles Jeune Fille du Sud, exposée au musée de Montpellier, Danseuse Algérienne pour le musée de la France d'Outre-Mer ou Offrande, Femme au bas, Maternité… pour le musée d'Art moderne de Paris, Il est aussi l’auteur de plus de deux cent médailles pour la Monnaie de Paris.
Il meurt le 23 mars 1988 dans le 13e arrondissement de Paris et est inhumé au cimetière du Père-Lachaise (division 61),.

## Vie privée
Lucien Gibert épouse, en premières noces, le 1er décembre 1923 à Saint-Étienne, Marcelle Planchon, puis en secondes noces, le 21 avril 1972 à Vitry-sur-Seine, Marthe Sandrart.

## Distinctions
Lucien Gibert est nommé chevalier de l'ordre national de la Légion d'honneur puis promu officier du même ordre et fait commandeur de l'ordre national du Mérite.

## Œuvres
- Boulogne-sur-Mer, statue sur le port La Géante de Mer, 1948.
- Le Touquet-Paris-Plage, statue Femme nue devant un miroir d'eau, 1956, collection centre national des arts plastiques.

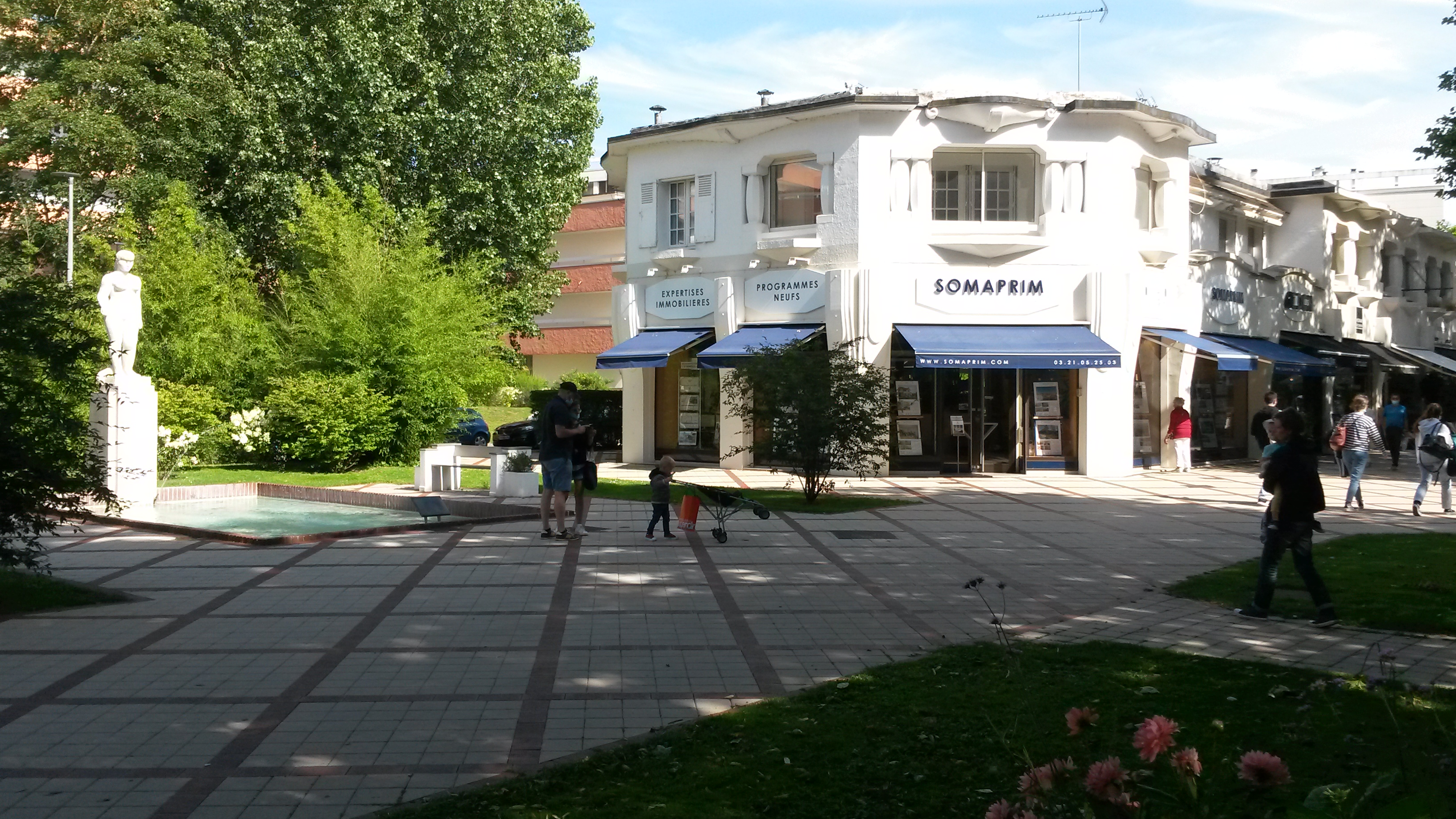
Le miroir d'eau au Touquet-Paris-Plage.
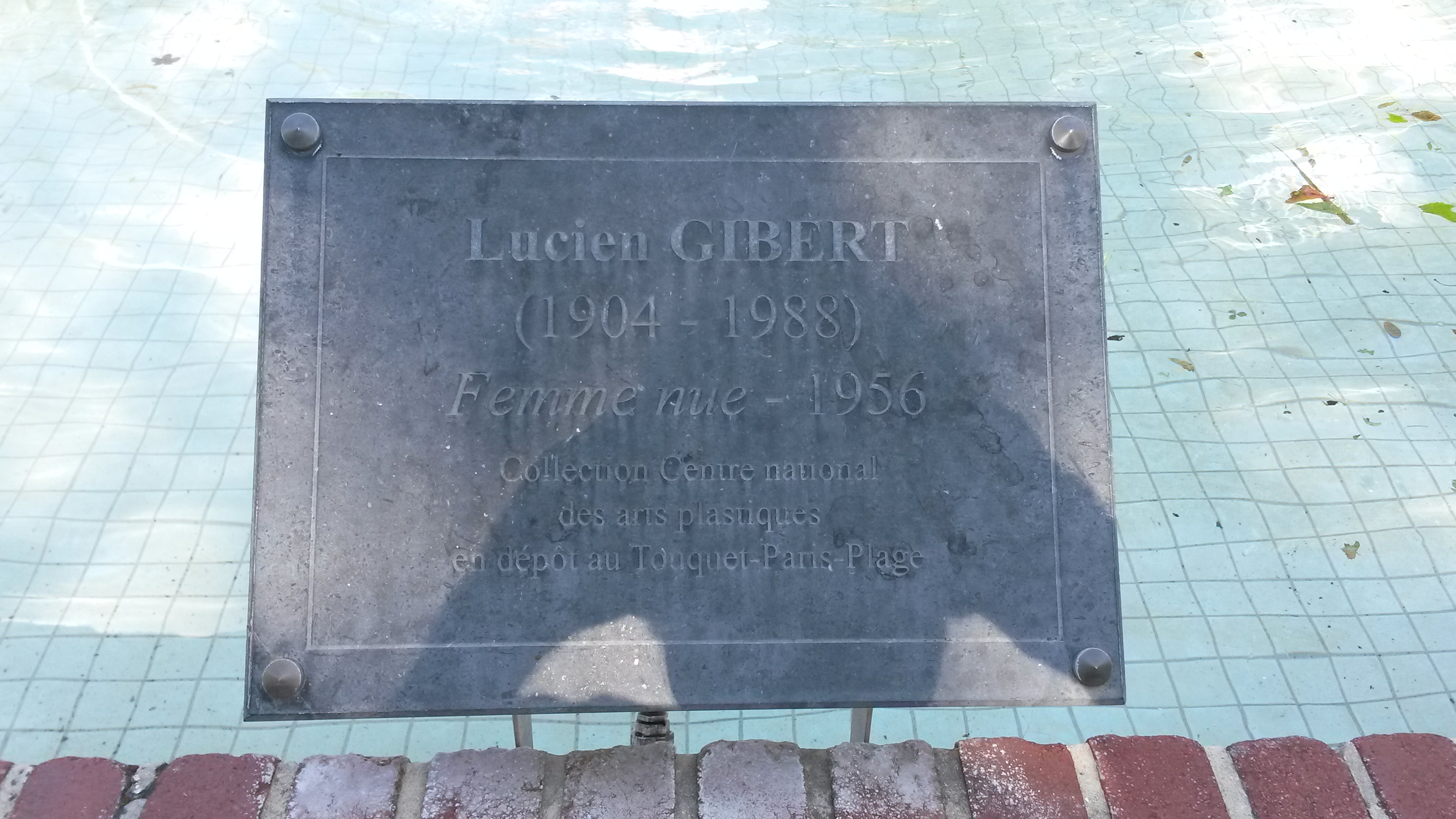
Plaque apposée devant le miroir d'eau au Touquet-Paris-Plage.

## Pour approfondir